# Colonna tortile

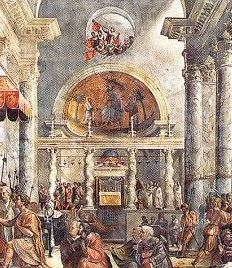
La pergula dell'antica basilica di San Pietro in Vaticano in un affresco di Raffaello (1520)

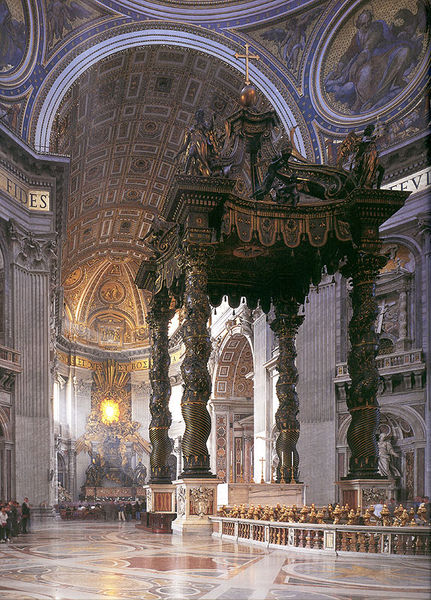
Baldacchino della basilica di San Pietro in Vaticano

La colonna tortile, detta anche salomonica è una colonna ritorta, cioè attorcigliata in spire lungo l'asse verticale.

## Storia
La colonna tortile è in uso almeno dall'epoca paleocristiana, come testimoniano le fonti e i rilievi su alcuni sarcofagi (ad esempio il sarcofago di Giunio Basso). Particolare importanza ebbero le colonne tortili della "pergula" che copriva la tomba di Pietro nell'antica basilica di San Pietro in Vaticano, che fecero da modello per numerose altre architetture. 
Il modello simbolico originario della colonna tortile sembra essere stato quello delle colonne che, secondo la tradizione, avevano adornato il Tempio di Gerusalemme eretto da re Salomone (X secolo a.C).
Molto frequente fu l'uso di colonne tortili nell'architettura romanica, talvolta binate, soprattutto nei chiostri di monasteri e conventi, dove spesso arrivano ad "annodarsi".
Accantonate in epoca rinascimentale, quando si tornò a guardare alla classicità della colonna liscia o scanalata, ricomparvero a Roma all'inizio del XVI secolo prima nei dipinti di Raffaello e della sua scuola e poi nell'architettura manierista; ne fece uso Giulio Romano che, dopo averle rappresentate in dipinti, le utilizzò come elemento architettonico a Mantova nella palazzina "Rustica" del Palazzo Ducale, poi ampliata a formare cortile della Cavallerizza.
Un celebre esempio che fece scuola è il baldacchino della basilica di San Pietro in Vaticano, formato da quattro grandi colonne tortili bronzee con tralci di vite, disegnate da Gian Lorenzo Bernini ed ispirate a quelle dell'antica basilica, che peraltro Bernini stesso ha recuperato e riutilizzato per le nicchie presenti sui quattro grandi piloni della chiesa
Nel corso del XVII secolo l'esempio delle colonne tortili fu seguito nella realizzazione di numerose altre opere.
Interessante è la chiesa di Santa Maria della Misericordia di Lisbona (1656-59), opera di Guarino Guarini (distrutta nel terremoto del 1755), dove i pilastri interni erano percorsi da semicolonne tortili.
Durante il periodo barocco, dal teorico spagnolo Juan Andrés Ricci de Guevara fu proposto addirittura un completo "ordine salomonico" definito a partire dalla colonna tortile.

## Galleria d'immagini

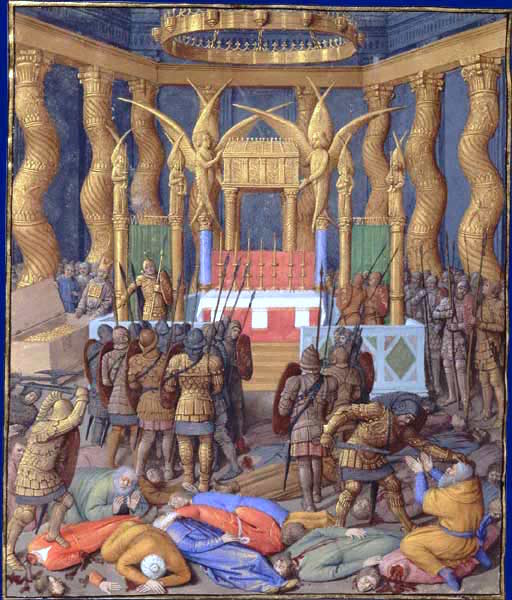
Pompeo nel Tempio di Gerusalemme, Jean Fouquet 1470-1475
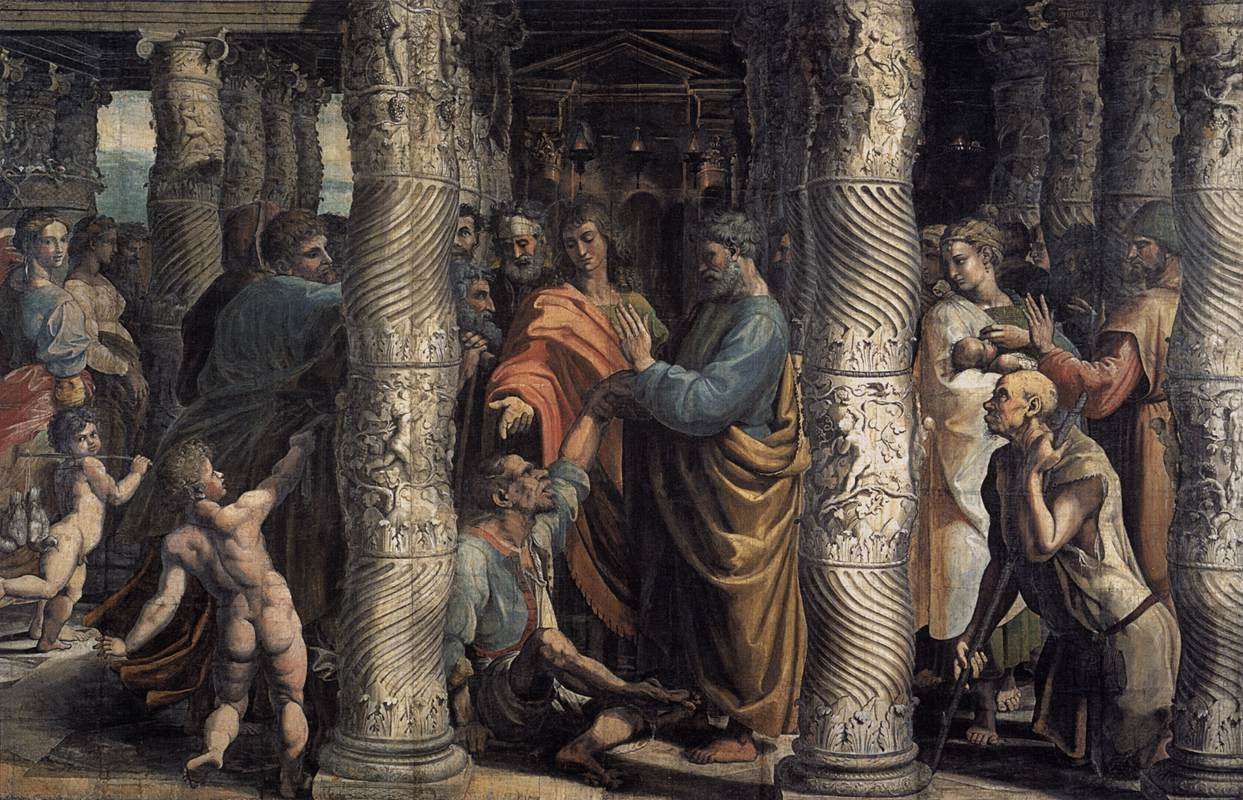
Particolare di un affresco della scuola di Raffaello: Guarigione dello zoppo nel Tempio di Gerusalemme
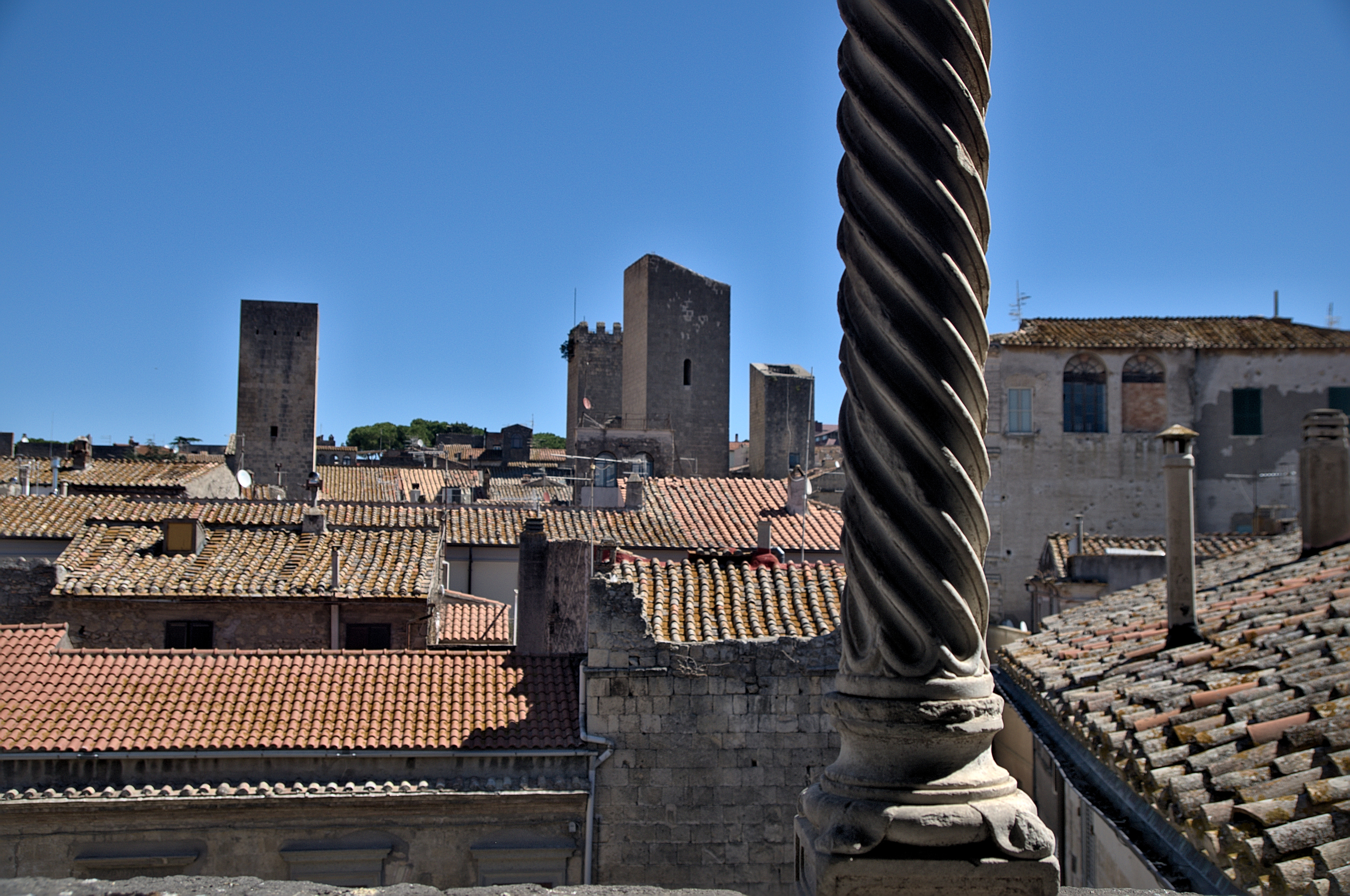
Colonna tortile da una finestra di Palazzo Vitelleschi
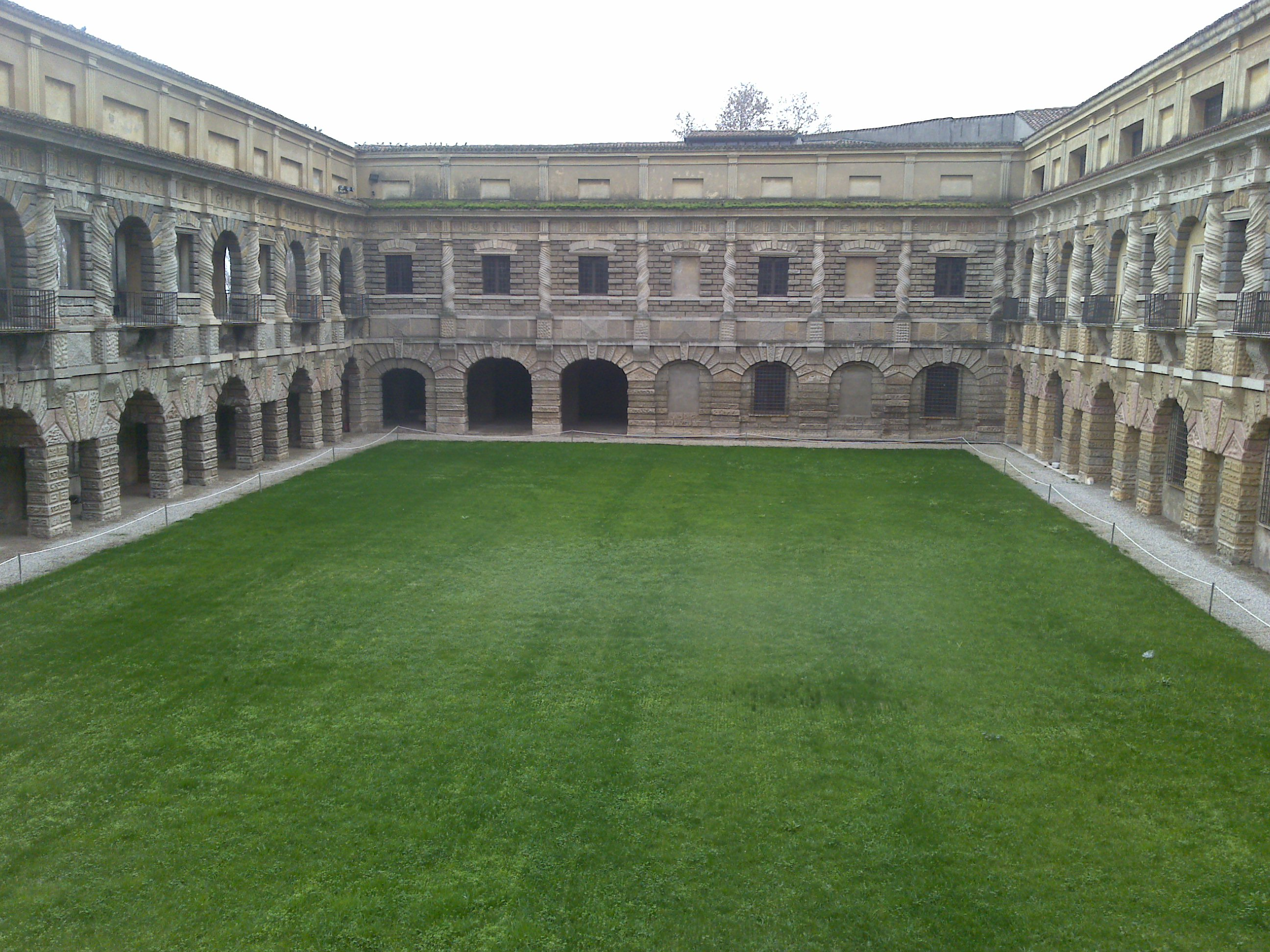
Giulio Romano, Cortile della Cavallerizza nel Palazzo Ducale di Mantova